# Аушвіц
Аушвіц (нім. KZ Auschwitz, пол. Oświęcim) — один із найбільших нацистських концтаборів, що існував із кінця травня 1940 до січня 1945 року біля міста Освенцима (Польща).
Комплекс об'єднував групу концтаборів, найбільші з яких: Аушвіц I (нім. Auschwitz I), адміністративний центр; Аушвіц II (Біркенау) (нім. Auschwitz II (Birkenau)), «табір смерті»; Аушвіц III (нім. Auschwitz III (Monowitz)), робочий табір.

## Аушвіц за часів нацистської окупації
Ганс Каммлер брав участь у проєктуванні табору смерті «Аушвіц» (Освенцим).

### Кількість жертв

#### Сучасні оцінки
Сучасні історики збігаються у думці, що в Аушвіці знищили принаймні від 1,1 до 1,6 млн осіб, значну частину з яких становили євреї. Цю оцінку отримали непрямим шляхом, для чого проводили вивчення списків на депортацію та підрахунок даних про прибуття потягів із в'язнями в Освенцим.

### Інші оцінки

Ліворуч — стара меморіальна дошка на пам'ятнику в Аушвіц-Біркенау з кількістю «чотири мільйони»: «Тут нацистські вбивці в 1940—1945 роках замучили чотири мільйони людей». Дошка існувала до 1994 року і була освячена папою Іоанном Павлом II в 1979 році. Праворуч — нова меморіальна дошка освячена папою Бенедиктом XVI: «Хай це місце вічно буде криком відчаю і попередженням для людства. Тут нацисти вбили близько півтора мільйона чоловіків, жінок і дітей, переважно євреїв з різних країн Європи. Аушвіц-Біркенау, 1940—1945 рр.»

Існують також різні інші оцінки щодо кількості вбитих в таборі Аушвіц: Різні джерела наводять різні дані щодо кількості померлих в Освенцимі:
- 9 млн осіб, згідно з французьким документальним фільмом 1955 р. «Туманна ніч» (фр. Nuit de Brouillard).
- 8 млн осіб, відповідно до опублікованого в 1945 р. повідомлення французького Відомства з вивчення військових злочинів[4][5];
- 7 млн осіб, згідно зі свідоцтвом ув'язненого Рафаїла Фейдельсона[5];
- 6 млн євреїв, згідно з єврейським видавцем Тиберієм Кремером у передмові до книги Міклоша Ніслі[en] «Доктор Аушвіцу»[6], там же він заявив, що автор книги був лікарем-євреєм, який працював в Аушвіці під керівництвом Йозефом Менгеле.
- 5,5 млн осіб, згідно з Бернардом Чардибоном на суді над Рудольфом Гьоссом (Rudolf Höß) у Кракові[7] та Le Monde від 20 квітня 1978: «більше п'яти мільйонів жертв, з яких 90 % євреї»[8];
- 5 млн осіб згідно з Die Welt від 23.01.1995[9];
- 4,5 млн осіб, згідно з Ойген Когон[10] та Der Neue Herder[11]
- 4 млн осіб, згідно з документами Нюрнберзького трибуналу[12], згідно з опублікованими документами з архівів ФСБ Росії[13], згідно з доповіддю Надзвичайної Державної Комісії «Про жахливі злочини німецького уряду в Освенцімі» (англ. “On the German Government’s Monstrous Crimes in Auschwitz”), опублікованої в «Красная звезда» 8 травня 1945 р. в якому йдеться, що «…за час існування Освенцімського табору німецькі кати знищили в ньому не менше 4 млн громадян СРСР, Польщі, Франції, Югославії, Чехословаччини, Румунії, Угорщини, Болгарії, Голландії, Бельгії та інших країн»[14] та згідно з C.L. Sulzberger[15].
- 3,5 млн отруєних газом, з них 95 % євреїв («багато» інших померли з інших причин), згідно з кінорежисером Клодом Ланцманом у передмові до книги Ф. Мюллера «Три роки в газовій камері Освенціма»[16];
- 3,5 млн осіб, з них 2,5 млн отруєні газом тільки до 1 грудня 1943 року, згідно з визнанням першого коменданта Освенціма Рудольфа Гесса[17];
- 2,5 млн осіб, згідно зі свідченням свідку голокосту Рудольфа Врби (Rudolf Vrba) 16 липня 1961 року на суді над колишнім есесівцем Адольфом Ейхманом в Єрусалимі;
- 2—3 млн убитих євреїв і неєвреїв тисячі, згідно з визнанням есесівця Перрі Броуді[18];
- 1,5—3,5 млн євреїв отруєні тільки між квітнем 1942 року і квітнем 1944 року, згідно із заявою ізраїльського «експерта з Голокосту» Ієгуда Бауера, зробленою в 1982 р.[19];
- 2 млн отруєних газом євреїв, згідно зі свідоцтвом дослідниці голокосту Люсі Давидович[20];
- 2 млн осіб, згідно з істориками Leon Poliakov в 1951[21] та George Wellers в 1973 р.[22];
- 1,6 млн осіб, з них 1 352 980 євреїв, згідно із заявою Ієгуди Бауера, зробленою в 1989 р.[23];
- 1,5—2,2 млн, «дев'ять із десяти з яких були євреями», згідно із заявою головного редактора тижневика «Столичні новини» Володимира Кацмана[24]
- 1,5 млн осіб, згідно із меморіальною дошкою, встановленою в 1995 р. замість дошки з цифрою в 4 млн, яка була офіційно демонтована в 1990 році. Також число 1,5 млн було оголошене президентом Польщі Лехом Валенсою як вираховане істориками з музею Освенцима. 17 липня 1990 Washington Times передрукувала замітку з London Daily Telegraph де вказано нове число 1,5 млн з посиланням на музей Освенціма. Ця нова цифра була також повідомлена в доповіді UPI опублікованій в New York Post 26 березня 1992. 26 січня 1995 Washington Post і The New York Times називають число 1,5 млн, як нову «офіційну» цифру з посиланням на музей Освенціму, втім жодне джерело не повідомляє, скільки з цих людей були нібито вбиті в газових камерах.
- 1 471 595 осіб, згідно з істориком George Wellers в 1983 р., з яких 1 352 980 були євреї[25];
- 1,433 млн осіб, згідно з «Le Monde» від 1 вересня 1989;
- 1,25 млн осіб, з них 1 млн євреїв, згідно з книгою Рауля Хільберга (англ. Raul Hilberg) «Знищення європейських євреїв»[26];
- 1,1—1,5 млн осіб, згідно з істориками Yisrael Gutman і Michael Berenbaum в їхній книзі «Anatomy of the Auschwitz Death Camp» (1984 р.), за оцінкою Францішека Піпера та деяких інших[27][28][29][30][31].
- 1—1,5 млн осіб, згідно з заявою Ж.-К. Прессака, зробленою в 1989 р.[32];
- 900 000 — нью-йоркська єврейська газета «Aufbau» 3 серпня 1990 р.[33];
- 800—900 тис. осіб, згідно з єврейським істориком Геральдом Ройтлінгеном (Gerald Reitlinger)[34];
- 775—800 тис. осіб, з них 630 тис. отруєних газом євреїв, згідно з заявою Ж.-К. Прессака, зробленою в 1993 р.[35];
- 670—710 тис. осіб, з них 470—550 тис. отруєних газом євреїв, згідно із заявою Ж.-К. Прессака, зробленою в 1994 р[36].
- 510 000, «близько 356 000 з яких були вбиті газом», за даними відповідального редактора журналу «Шпіґель» Фрітьофа Меєра, оприлюдненими в 2002 р.[37]
- 300 000 осіб «з різних країн», відповідно до німецької кінохроніки 1947 р. про процес в Кракові[38];
- 74 000 осіб, згідно із «Франкуфуртер Рундшау»[39] та німецьким істориком Йоахімом Хоффманном[en][40]
- 73 137 осіб, «ця цифра включає 38 031 євреїв» згідно з істориком Вівіаном Бердом, такі дані він наводить в антології «Аушвіц — кінцевий рахунок».

Архіви табору Освенцім при звільненні захопили радянські війська, потім вони зберігалися у Центральному державному особливому архіві СРСР, доступ до якого був закритий, число відвідувачів обмежувалося двома-трьома десятками наділених особливими повноваженнями осіб. Під час перебудови в цей архів допустили журналістів. Елла Максимова, спеціальний кореспондент газети «Известия», у лютому 1990 року надрукувала п'ять репортажів з Особливого архіву, в яких, зокрема, говорилося про те, що у сховищі — маса трофейних документів, ввезених навесні 1945 року зі звільнених від третього рейху країн. Автор репортажів підкреслювала, що Особливий архів практично не вивчений: «Поодиничної обробки фондів не було … Склали короткі анотації — тема, предмет … Тут якщо обізнана людина „пірне“, можливі найнесподіваніші знахідки». В репортажі Елла Максимова закликала до відкриття Особливого архіву. Вона також повідомила: «Але дожили ми, слава богу, до гласності. Минулого літа були витягнуті з надр архіву, правда з превеликими труднощами, освенцімські Книги смерті з прізвищами сімдесяти тисяч в'язнів з двадцяти чотирьох країн, які загинули в таборі знищення».

### Табір
Концтабір Аушвіц був створений за наказом Рейхсфюрера СС Г. Гіммлера від 20 травня 1940 року. Основними таборами були:
- Аушвіц I, перший табір, що служив адміністративним центром для всього комплексу. В ньому загинуло понад 70 000 полонених, переважно поляки та радянські військовополонені.
- Аушвіц II (Біркенау), табір винищення. Став місцем знищення близько 1 млн євреїв, 75 000 поляків та 19 000 ромів.
- Аушвіц III (Моновіц), робочий табір (нім. Arbeitslager). Полонені використовувались як робоча сила на фабриці по виробництву фарби Buna-Werke концерну I.G. Farben.

Комендантом табору був призначений оберштурмбанфюрер СС Рудольф Гьосс (нім. SS-Obersturmbannführers Rudolf Höß). Пізніше на цій посаді його замінили Артур Лібеншель (Arthur Liebehenschel) та Ріхард Бер (Richard Baer). На Нюрнберзькому процесі Гьосс свідчив, що за його період загинуло понад 3 млн людей, пізніше він зменшив цю цифру до 1,1 млн.
Освенцим являв собою цілий табірний комплекс, до складу якого входили кілька таборів. Слід розділяти «концтабір Аушвіц» (нім. Konzentrationslager Auschwitz) і «табір військовополонених Аушвіц» (нім. Kriegsgefangenenlager Auschwitz). Табори військовополонених і концентраційні табори — це не одне і те ж. Концентраційні табори підпорядковувалися СС. Табори військовополонених
відрізнялися за своїми підпорядкування — вермахту, люфтваффе або флоту. Табори військовополонених поділялись на «Dulag» — транзитні табори, «Oflag» — табори для офіцерів-військовополонених і «Stalag» (у люфтваффе — «Stalag (Luft)», на флоті — «Marlag») — табори для полонених з-поміж рядового та сержантського складу. Крім того, існували табори для інтернованих («Лад») та ін.

#### Аушвіц I

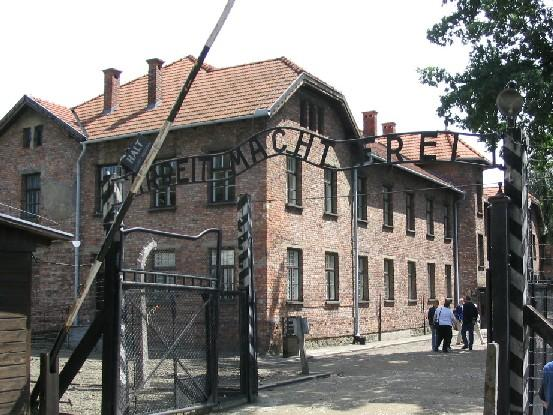
В'їзні ворота у концтабір (на воротах напис Arbeit macht frei — «Робота визволяє»). На другому плані — барак.

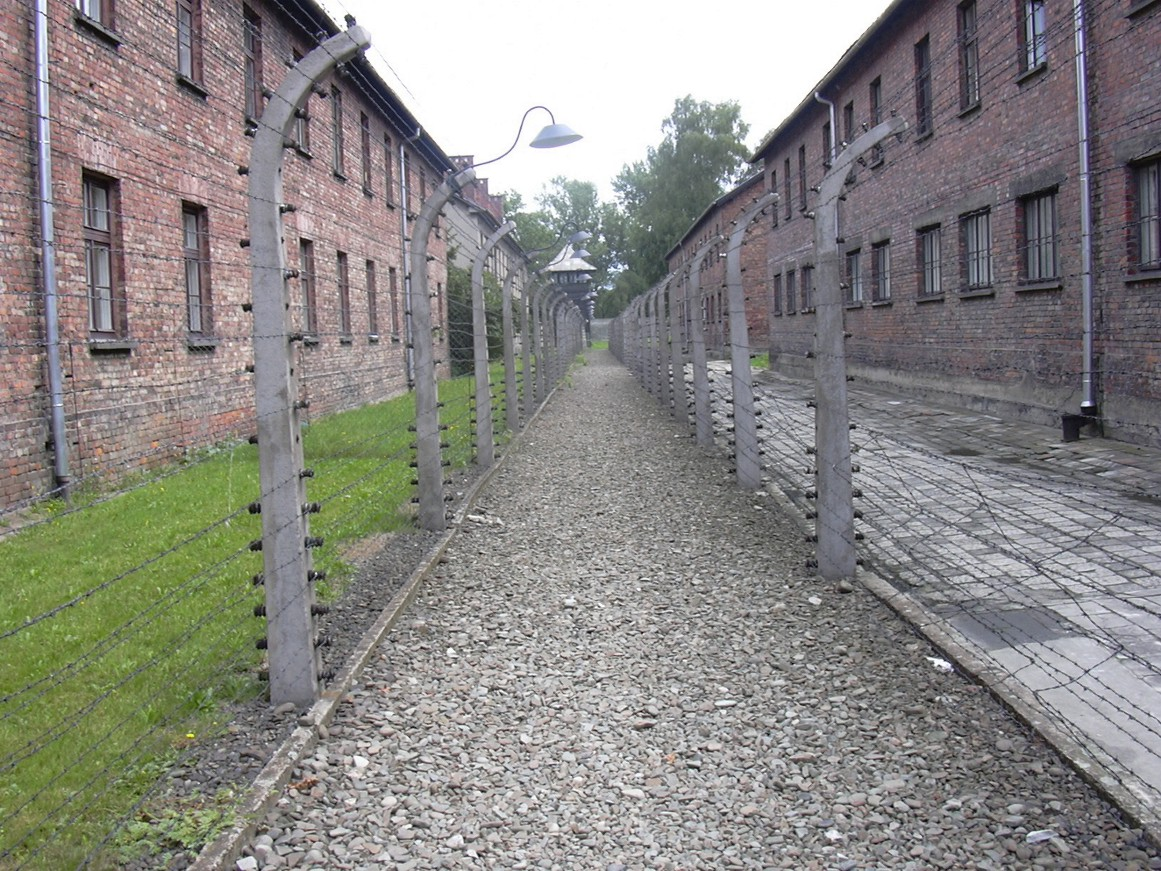
Розмежувальна лінія між бараками

Заснований 20 травня 1940 року, Аушвіц I служив адміністративним центром для всього комплексу. Він базувався на землях і у цегляних приміщеннях довоєнних польських казарм. Першими поселенцями концтабору стали 728 польських політичних в'язнів. Пізніше до них приєднались радянські полонені. У табір також відправлялись німецькі кримінальні злочинці, та інші «небажані елементи». 48 німецьких гомосексуалів теж були заслані сюди. Ще з першого поселення сюди відправлялись також євреї. У різний час табір налічував 13—16 тис. жителів. 1942 року ця цифра зросла до 20 000. В'їзні ворота до Аушвіц I містять надпис «Arbeit macht frei» («Робота звільняє», досл. «Робота робить вільним»). В'язні, що відправлялись на роботу, проходили цими воротами щодня під звуки оркестру.
Важка праця, погане харчування та гігієна стали причиною високого рівня смертності в таборі[джерело?]. Блок 11 був «в'язницею у в'язниці», де карались порушники численних правил[джерело?]. У «стоячих камерах» в'язнів примушували стояти всю ніч[джерело?]. Ці камери займали площу 1,5 м², і в ній поміщали 4 чоловіків[джерело?]. Вранці вони відправлялись на роботи з іншими в'язнями[джерело?]. У підвалах знаходились «камери голоду»[джерело?]. В'язнів, яких утримували в цих камерах, позбавляли їжі та пиття до їхньої смерті[джерело?]. «Темні камери» були зачинені суцільними дверима, і у них було лише одне малесеньке віконце[джерело?]. Кімнату набивали в'язнями, вони вмирали від нестачі кисню, який швидко вичерпувався[джерело?].
Подвір'я для страт знаходилось між блоками 10 та 11. Тут страчували тих, хто заслуговував індивідуальної страти[джерело?]. Деяких розстрілювали навпроти спорудженої кам'яної стіни. Іншим діставалась більш повільна смерть через повішення за металевий гак[джерело?]. Це подвір'я, як і більшість Аушвіц I, збереглося досі.
У вересні 1941 року в блоці 11 СС провела перші тести смертоносного газу ціаніду, вбивши 850 польських та радянських полонених. Перший експеримент відбувся 3 вересня 1941 року, було знищено 600 радянських військовополонених.
Субстанція, що містила газ-ціанід продавалась під торговою маркою Циклон Б, і являла собою пестицид, засіб для дезінфекції, в тому числі знищення вошей. Незабаром були споруджені газова камера та крематорій [коли?]. Газова камера № 1 діяла із 1941 по 1942 роки. За цей час померло від хвороб та епідемій близько 60 000 людей. Пізніше[коли?] його перетворили на сховище проти повітряних нападів для СС. Ця газова камера досі існує, відновлена після війни з оригінальних компонентів.
Вперше жінки з'явились у таборі 26 травня 1942 року. Із квітня 1943 по травень 1944 року гінеколог проф. доктор Карл Клауберг проводив досліди стерилізації на єврейських жінках у блоці 10. Доктор Йозеф Менгеле, відомий своїми дослідами над близнюками та карликами[джерело?], був табірним лікарем.

#### Аушвіц II

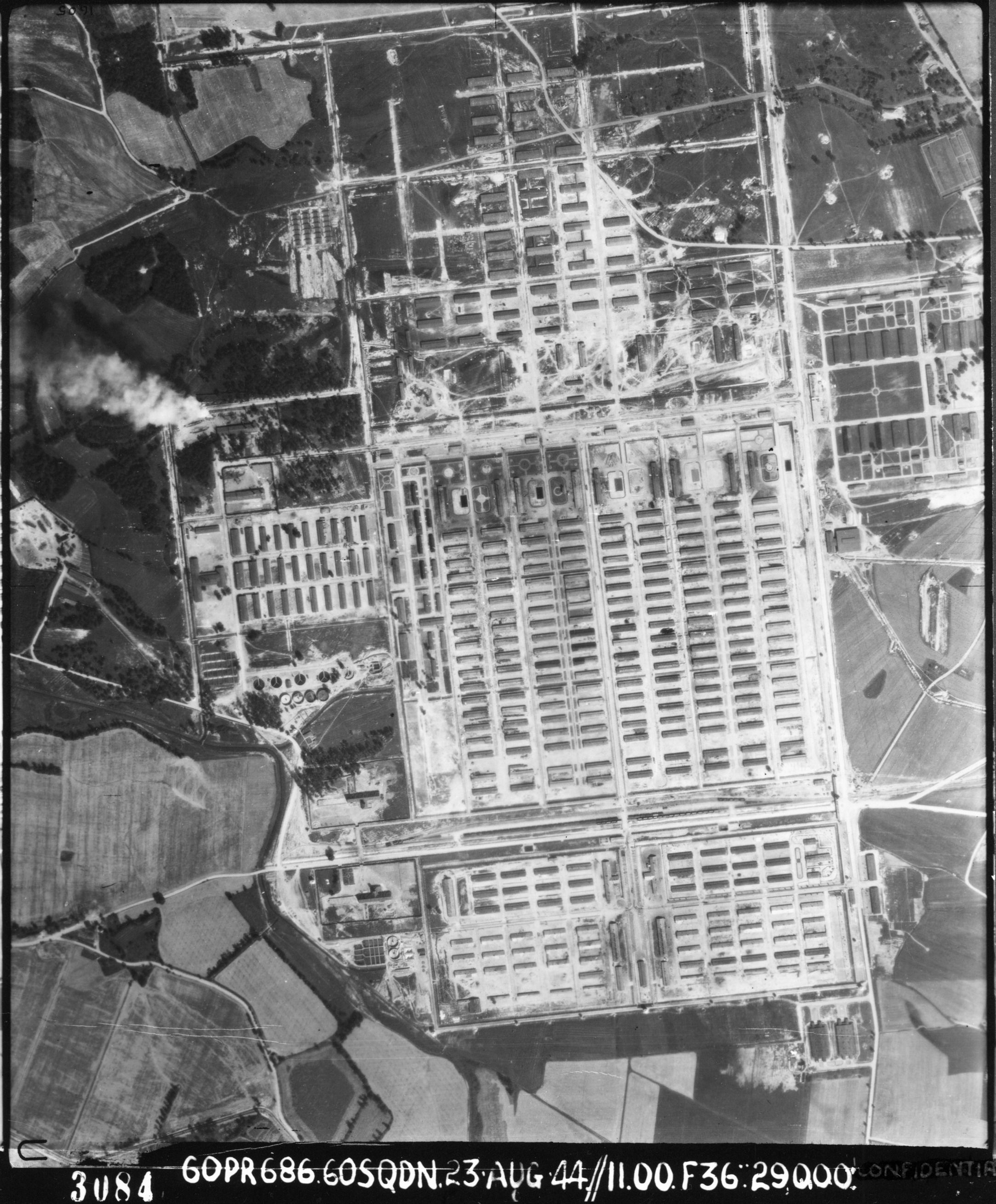
Аушвіц II. Аерофотознімок британських ВПС. 1944

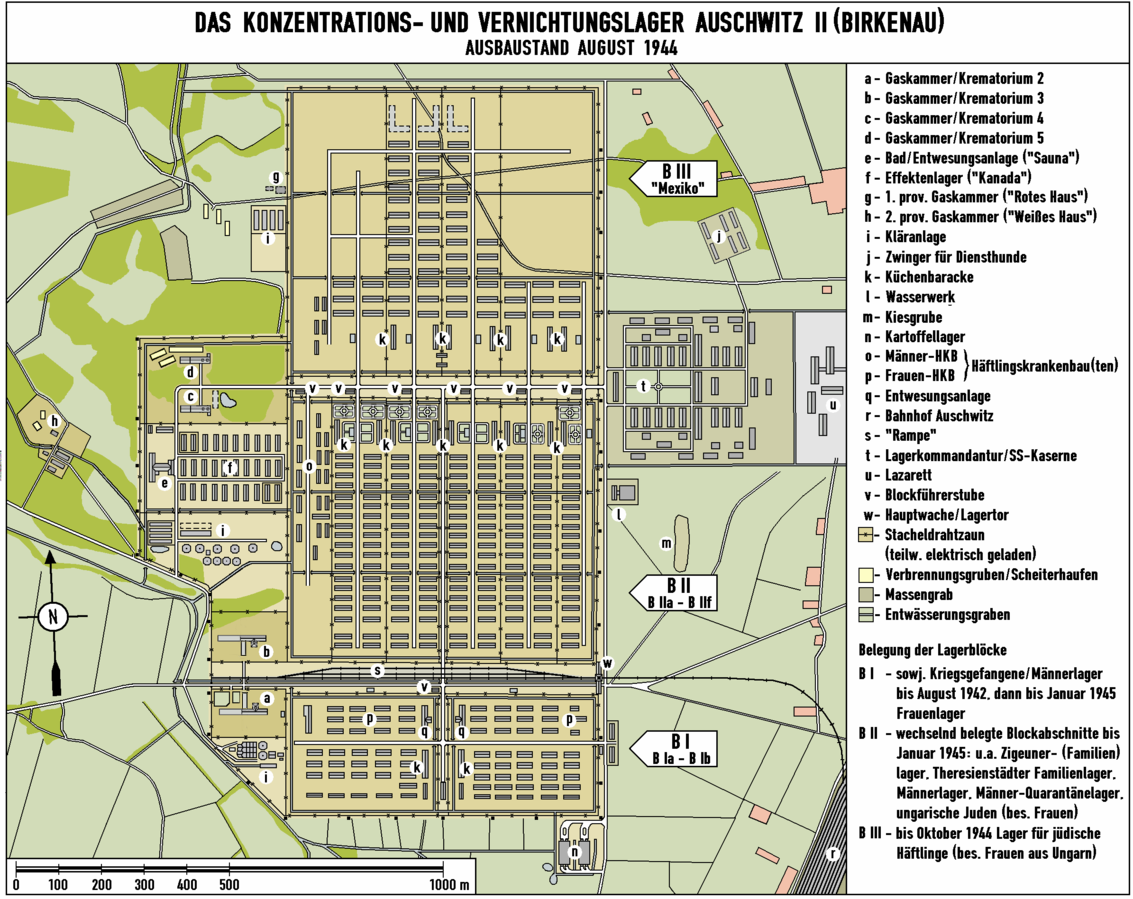
План-схема Аушвіц II станом на серпень 1944

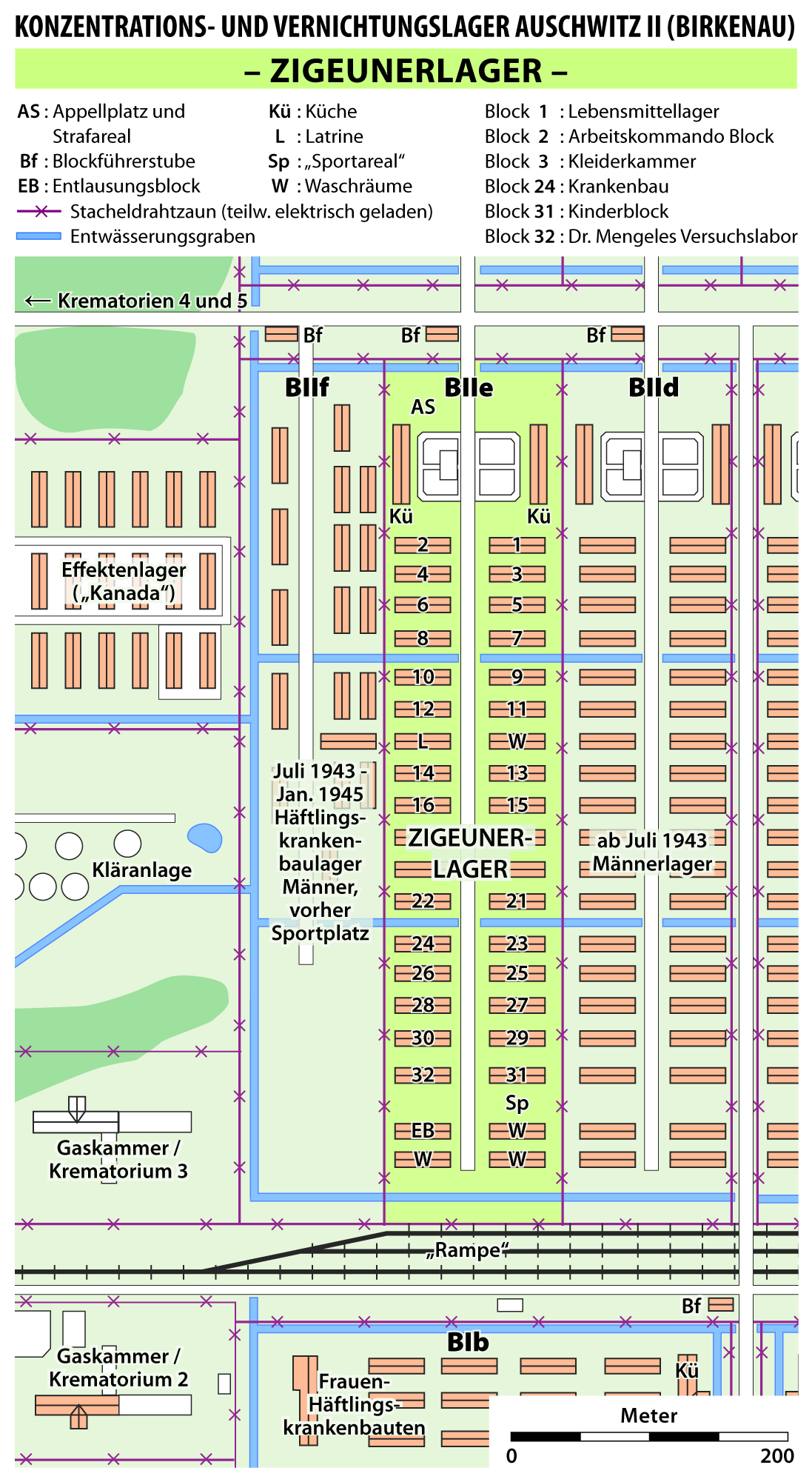
План-схема розміщення Циганського блоку концтабору Аушвіц II у лютому 1943 — серпні 1944

Спорудження Біркенау почалось у жовтні 1941 з метою розвантаження перенасиченого основного табору. За проєктом він був розподілений для утримання кількох категорій в'язнів.
Біркенау був набагато більшим за Аушвіц I, і крізь його ворота пройшло набагато більше число людей. Це місце ув'язнення сотень тисяч людей. Стверджують, що це місце смерті понад 1,1 млн людей.
Стверджують, що на території Біркенау розміщувались чотири газові камери, замасковані під душові, та чотири крематорії, що використовувались для спалювання людей.
Сюди залізницею під постійним наглядом доставлялись люди з усієї окупованої Європи. У комплексі новоприбулі поділялись на чотири групи:
- перша група, понад три чверті, відправлялись у газові камери впродовж кількох годин; до цієї категорії входили всі діти, всі жінки із дітьми, всі люди похилого віку, і всі ті, що за поспішним і поверхневим оглядом лікаря не були цілком придатні. Місткість газових камер Біркенау дозволяла спалювати понад 20 000 жертв щодня. Нацисти використовували газ ціанід, що виділявся із гранул Циклону Б. Циклон Б вироблявся двома компаніями, які здобули ліцензію на виробництво від IG Farben. Гамбурзька компанія Tesch & Stabenow забезпечувала дві тонни кристалів щомісяця, а Degesch із Дессау — 3/4 тони.
- Друга група в'язнів використовувалась як робоча сила на індустріальних фабриках, таких як IG Farben та Krupp. За роки роботи комплексу з 1940 до 1945 року в комплексі Аушвіц зареєстровано 405 000 робочих невільників. З них понад 340 000 загинули через страти, побиття, голодування та захворювання. Деякі в'язні вижили за допомогою німецького індустріаліста Оскара Шиндлера, який врятував понад 1100 польських євреїв, які працювали на його фабриках, спершу недалеко від Кракова, потім на фабриці, що нині є територією Чехії.
- Третя група, переважно близнюки та карлики, піддавались медичним експериментам докторів, зокрема, Йозефа Менгеле, який також знаний як «янгол смерті».
- Четверта група складалась із жінок, які працювали в так званий «Канаді», частині Біркенау, де сортувались пожитки в'язнів, для їх подальшого використання німцями. Оскільки при виселенні люди брали найцінніші речі, то на склади потрапляли численні дорогоцінні вироби. В той час Канада асоціювалась із багатством, куди відправлялось дуже багато емігрантів із Польщі та сусідніх держав.

Робочий персонал частково забезпечувався самими жителями табору, частина з яких призначалась капо та sonderkommando (працівники крематорію). Капо (нім. kapo) були відповідальні за порядок у казармах; Зондеркоманди (нім. Sonderkommando) підготовляли новоприбулих для газових камер (наказували зняти одяг та здати своє майно) та переправляли тіла із газових камер до печей, спершу витягнувши золоті зуби, які могли мати жертви. Членів цих груп теж час від часу знищували. За kapo та sonderkommando наглядали члени СС; загалом у Аушвіці працювало 6000 членів СС.
Починаючи із 1943 року в таборі розвиваються групи опору. Ці організації допомагали деяким в'язням вибратися на волю.
У Польщі пам'ятають Вітольда Пілецького, який у вересні 1940-го під час проведеної німцями вуличної облави добровільно здався німцям з метою потрапити як в'язень до концентраційного табору Аушвіц для збирання інформації та проведення підпільної роботи. Він організував польське підпілля в таборі. Пілецький складав доповіді, що надсилалися командуванню Союзу Збройної Боротьби в Варшаву і далі на Захід. У жовтні 1944 група sonderkommando знищила один із крематоріїв у Біркенау. Вони і група спільників, група жінок із робочого табору Моновіц, всі були покарані смертю. У таборі акумулювалось відчуття «комунальної відповідальності». За втечу одного каралось декілька із того ж блоку, що й втікач.

## Коменданти
1. Рудольф Гьосс (4 травня 1940 — листопад 1943): перший комендант табору, відповідальний за його створення та організацію масових вбивств. Після війни засуджений за воєнні злочини та страчений у 1947 році.
2. Артур Лібехеншель (листопад 1943 — травень 1944): змінив Гьосса на посаді коменданта. Після війни засуджений за злочини проти людства та страчений у 1948 році.
3. Ріхард Бер (травень 1944 — січень 1945): останній комендант Аушвіца. Після війни переховувався під чужим ім'ям, але був заарештований у 1960 році. Помер у в'язниці до початку судового процесу.

## Визволення Аушвіцу
18 січня 1945 року була визволена Варшава, а 27 січня радянські війська увійшли в Аушвіц. Першими браму головного табору відчинили солдати 100-ї Львівської стрілецької дивізії з батальйону полтавця єврейського походження Анатолія Шапіро. Ця, а також 322-а дивізія, які визволяли табір, належали до 1-го Українського фронту, який був створений у 1943 році на базі Воронезького фронту. За підрахунками науковців, близько 40 % особового складу підрозділів 1-го Українського фронту становили українці, адже підрозділ поповнювався мобілізованими в Україні.
На момент звільнення у таборі залишилось 7600 покинутих в'язнів, в тому числі 600 дітей. Більш ніж 58 000 полонених нацисти евакуювали на підконтрольні Німеччині території.
У передовій статті у «Правді» від 28 січня під назвою «Великий наступ Червоної Армії» повідомлялося: «За час січневого наступу радянські війська зайняли 25 тисяч населених пунктів, у тому числі визволили близько 19 тисяч польських міст і селищ». Хоча Освенцим був містом (як вказується у Великій радянській енциклопедії) ніяких повідомлень про нього у зведеннях «Радінформбюро» за січень 1945 не було.
Лише 2 лютого 1945 року в «Правді» промайнула перша замітка про Аушвіц під назвою «Комбінат смерті в Освенцимі». Її автор — кореспондент «Правди» у роки війни Борис Полевой, він там писав: «Німці в Освенцімі замітали сліди своїх злочинів. Вони висадили в повітря і знищили сліди електроконвеєра, де сотні людей одночасно вбивало електрострумом». У документах Нюрнберзького процесу застосування німцями електроконвеєрів не знайшло свого підтвердження.
Після звільнення табору радянськими військами у частині бараків і будівель Аушвіц-1 був організований шпиталь для звільнених в'язнів.

## Аушвіц за комуністів
Хімічний завод був переданий польському уряду і став основою для розвитку хімічної промисловості регіону.

## Архів Аушвіцу
Відразу після звільнення весь архів документів Аушвіцу був вивезений в СРСР, засекречений і поміщений до Державного військового архіву в Подольську під Москвою. Серед цих документів є іменний список радянських громадян, які загинули в концтаборі Освенцім у 1941—1943 рр. (Фонд 502. Центральне будівельне управління СС в Освенцімі). Досі всі архівні матеріали Аушвіцу, які є в наявності, засекречені і недоступні, вони ще досі не оброблені.
У газеті «Известия» за 17 лютого 1990 року була опублікована стаття «П'ять днів в особливому архіві», в якій вказані точніша кількість жертв Аушвіцу, співзвучна з документами Нюрнберзького трибуналу. Журналісти пишуть в статті: «Но дожили мы, слава Богу, до гласности. Прошлым летом были извлечены из недр архива, правда с определенным трудом, освенцимские книги смерти с фамилиями семидесяти тысяч узников из 24 стран, погибших в лагере уничтожения». З'ясувалося, що німці не займалися встановленням національної приналежності ув'язнених, тому визначити хоча б приблизне число загиблих за національністю в Освенцімі з цих 70 тисяч журналістам не вдалося.

## Історична пам'ятка
У 1947 році в знак пам'яті жертв Польща заснувала музей на території Аушвіц. Території Аушвіц занесені до списку світової спадщини ЮНЕСКО. На місці нібито поспішно ліквідованих газових камер Біркенау споруджено меморіальний комплекс, що містить пам'ятні послання 20 мовами світу, включно з українською. Щороку табір приймає більш ніж 700 000 відвідувачів.

## В'язні-українці

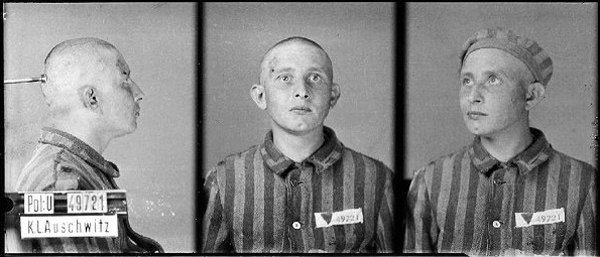
Василь Бандера — в'язничне фото з Аушвіцу

Загалом заручниками концтабору стало понад 14,5 тисяч вихідців із території України. Українці у таборі протестували проти поділу їх не за національною ознакою, а за громадянством (громадяни СРСР, Польщі, Чехословаччини та ін.). Багато з них загинуло від голоду, епідемій, виснажливої праці або були страчені.

### ЧлениОУН(р)
Значну частину в'язнів-українців складали члени Організації Українських Націоналістів під керівництвом Степана Бандери.
20 липня 1942 року з Краківської в'язниці Монтелюпіх до Аушвіцу перевезли 24 членів ОУН, це були: Василь Бандера, Володимир Дейчаківський, Леонтій Дяків, отець Микола Доманський, Теодор Галема, Михайло Гудима, Дмитро Яців, Григорій Яворів, Микола Коваль, Омелян Коваль, Степан Ленкавський, Євген Лозинський, Володимир Мартинець, Петро Мірчук, Андрій Пасічник, Василь Пасічняк, Роман Полутранка, Василь Приймак, Олекса Пилипенко, Богдан Рибчук, Юліан Савицький, Михайло Семчишин, Олекса Вінтоняк, Борис Вітошинський.
8 серпня 1942 року була привезена наступна група в кількості 24 в'язнів, серед яких Микола Климишин, Данило Чайковський та Лев Ребет.
У жовтні 1942 року ще 122 члени ОУН поповнили концтабір, в тому числі такі провідні діячі як Зиновій Матла, Петро Башук, Володимир Лобай та Семен Левицький.
Багато українських націоналістів загинули в таборі. Зокрема, Василь та Олександр Бандери були вбиті польськими в'язнями-капо. Померли також Роман Андріїшин, Леонтій Дяків, Теодор Галема, Степан Карабин, Микола Коваль, Андрій Пасічник, Роман Полутранка, Олекса Пилипенко, Юліан Савицький, Михайло Семчишин, Юрій Маршицький, Мирослав Тацій, Никифор Тацій, Григорій Ровенчук, Євстахій Рудакевич, Дмитро Яців та Гриць Яворів.

### Батько експрезидента Віктора Ющенка
Андрій Ющенко, батько третього президента України Віктора Ющенка також знаходився в Аушвіці в Stalag 4-b. Його табірний номер 117654 був вибитий зліва на грудях. Збереглася довідка про роботу Андрія Ющенка за межами табору на роботодавця «204» та його заробіток «на користь табору Аушвіц» однієї рейхсмарки, де присутній його підпис.
В кінці 1944 року українських політичних в'язнів перемістили до концтабору в Маутгаузен-Ґузен — Ебензее (Австрія).